# Samoa Americane ai Giochi della XXVIII Olimpiade
Le Samoa Americane parteciparono ai Giochi della XXVIII Olimpiade, svoltisi ad Atene, Grecia, dal 13 al 29 agosto 2004, con una delegazione di 3 atleti impegnati in due discipline.

## Risultati

### Atletica leggera
| Q | Qualificato al turno successivo per la posizione in qualificazione                                                           |
| q | Qualificato per il turno successivo per ripescaggio o, negli eventi su campo, conquistando la misura minima per qualificarsi |

Maschile
Eventi su pista e strada
| Atleta           | Evento      | Batteria | Batteria   | Quarti di finale | Quarti di finale | Semifinale      | Semifinale      | Finale          | Finale          |
| Atleta           | Evento      | Tempo    | Classifica | Tempo            | Classifica       | Tempo           | Classifica      | Tempo           | Classifica      |
| ---------------- | ----------- | -------- | ---------- | ---------------- | ---------------- | --------------- | --------------- | --------------- | --------------- |
| Kelsey Nakanelua | 100 m piani | 11"25    | 7º         | non qualificato  | non qualificato  | non qualificato | non qualificato | non qualificato | non qualificato |

Femminile
Eventi sul campo
| Atleta        | Evento              | Qualificazioni | Qualificazioni | Finale          | Finale          |
| Atleta        | Evento              | Distanza       | Classifica     | Distanza        | Classifica      |
| ------------- | ------------------- | -------------- | -------------- | --------------- | --------------- |
| Lisa Misipeka | Lancio del martello | nm             | -              | non qualificata | non qualificata |

### Sollevamento pesi
Maschile
| Atleta      | Evento           | Strappo   | Strappo    | Slancio   | Slancio    | Totale | Classifica |
| Atleta      | Evento           | Risultato | Classifica | Risultato | Classifica | Totale | Classifica |
| ----------- | ---------------- | --------- | ---------- | --------- | ---------- | ------ | ---------- |
| Eleei Lalio | −105 kg maschile | 125       | 15º        | 170       | =13º       | 295    | 14º        |